# Neue Synagoge (Offenbach am Main)

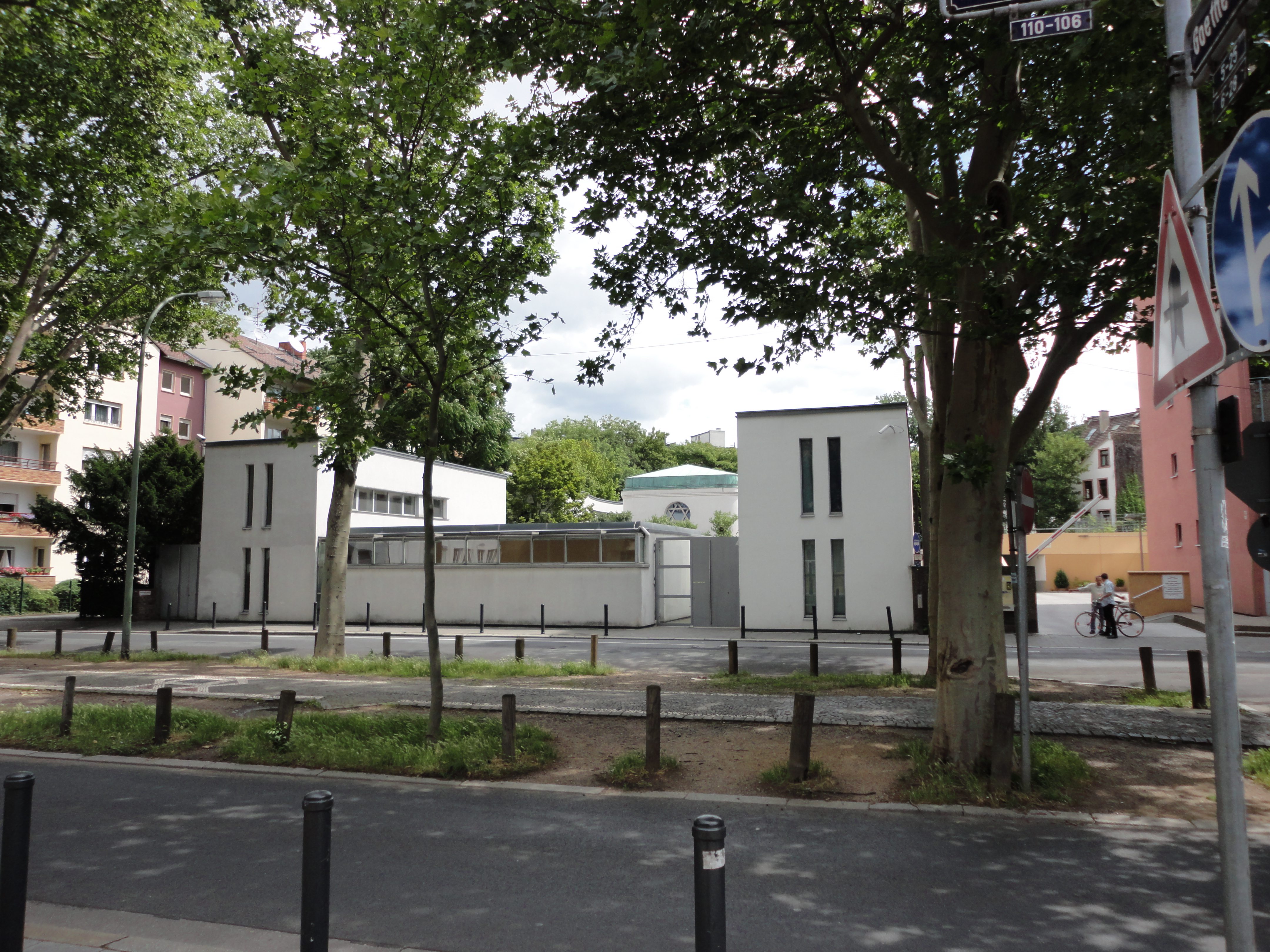
Blick auf das Gemeindegelände von der Kaiserstraße aus: Mittig im Hintergrund liegt die Synagoge

Die 1955 bis 1956 erbaute Neue Synagoge in Offenbach am Main ist das geistliche Zentrum des jüdischen Gemeindelebens der Stadt. Der Sakralbau war der erste Synagogenneubau in Hessen nach dem Holocaust. Das Gebäude wurde nach Plänen des Architekten Hermann Zvi Guttmann errichtet und 1997 bis 1998 nach Plänen des Gemeindevorsitzenden Alfred Jacoby umgestaltet und erweitert.
Das Gebäude ist Kulturdenkmal nach dem Hessischen Denkmalschutzgesetz.

## Geschichte

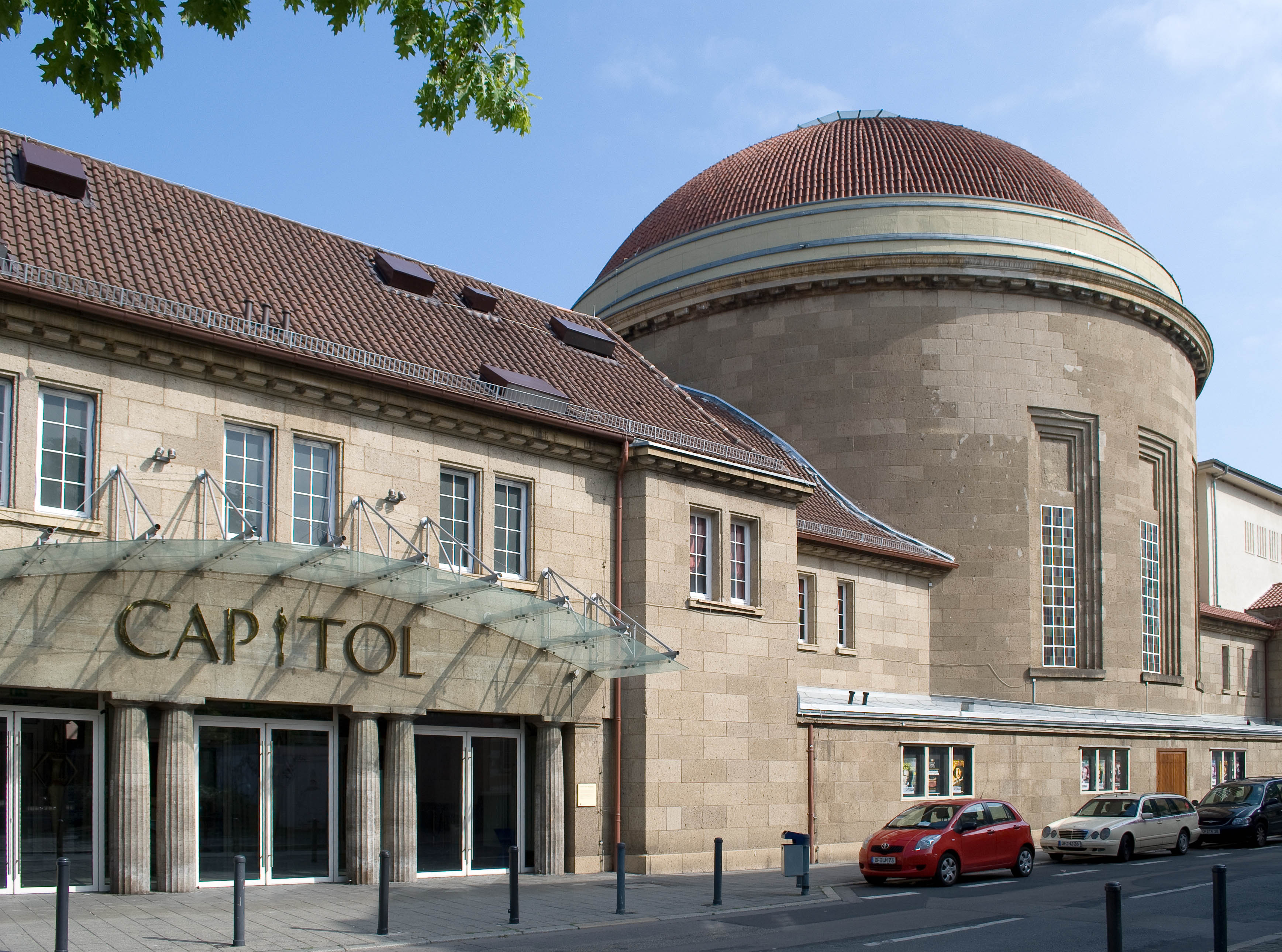
Ehemalige Synagoge an der Goethestraße: Das Gebäude wird heute unter der Bezeichnung Capitol für Veranstaltungszwecke genutzt

Nachdem die Synagoge in Offenbach in der Reichspogromnacht des 9. auf den 10. November 1938 geschändet und die Inneneinrichtung durch Brandstiftung komplett zerstört worden war, wurde sie während des Zweiten Weltkriegs an einen Kinobetreiber verkauft und zu einem Kino und Theater umgebaut. Nach dem Krieg wurde die Synagoge wieder an die jüdische Gemeinde zurückgegeben. Allerdings war sie für die durch die Shoah sehr klein gewordene Gemeinde zu groß und nicht mehr sinnvoll nutzbar, so dass das Gebäude der Stadt Offenbach zur kulturellen Nutzung überlassen wurde.
Nur 18 der 1933 fast 1500 Mitglieder zählenden Gemeinde waren nach dem Zusammenbruch des Deutschen Reichs in ihre frühere Heimatstadt Offenbach zurückgekehrt. Wie andernorts galt auch die jüdische Gemeinde Offenbach als Abwicklungsgemeinde. Es waren vor allem Juden aus Osteuropa, die neu zur Gemeinde stießen. Auch deutsche Juden, wie der in Gelsenkirchen geborene Max Willner, der die Deportation in die Konzentrationslager überlebt hatte und erster Gemeindevorstand wurde, kamen hinzu. Die Stadt Offenbach hatte der Gemeinde 1946 angeboten, eine neue Synagoge zu bauen. Der Gemeindevorstand hatte das Angebot abgelehnt, weil er annahm, dass alle Juden aus Deutschland auswandern würden. Zwei Jahre später wiederholte die Stadt ihr Angebot, was schließlich zum Bau der neuen Synagoge führte.
Am 2. September 1956 konnte nach zweijähriger Bauzeit auf einem Gartengrundstück gegenüber der alten Synagoge nach Plänen des Architekten Hermann Zvi Guttmann, eines der wichtigsten Synagogenbauer nach 1945, die neue Synagoge eingeweiht werden. Sie war die erste Synagoge in Hessen nach dem Holocaust und sollte das Symbol eines Neubeginns sein. Die Baupläne befinden sich heute im Bestand des Jüdischen Museums Berlin.
2022 zählte die in der Synagoge ansässige Gemeinde Offenbachs 669 Mitglieder.

## Gebäude

### Bau von 1956
Die Architektur der neuen Synagoge entsprach im Äußeren wie im Inneren der Formensprache der 1950er Jahre. Guttmann entwarf weitere Synagogen, so für Düsseldorf und Osnabrück. Allen Entwürfen gemeinsam ist die moderne und unverkennbar jüdische Bauweise, welche die liturgischen Forderungen des jüdischen Gottesdienstes beachtet. Der Bau in Ost-West-Richtung ist 30 Meter von der Kaiserstraße zurückgesetzt errichtet. Die Mittelachse ist exakt auf den Kuppelmittelpunkt der ehemaligen Synagoge ausgerichtet. Rückwärtig schloss sich mittels eines Zwischenbaues ein zeitgleich erbautes Gemeindehaus an. Der kleine Saalbau der Synagoge besteht aus einem abgerundeten Baukörper in Massivbauweise mit einem Betonring als oberem Abschluss, in den die Fensterpfeiler verankert wurden. Das flach geneigte Dach ist in Kupfer eingedeckt. Zur Straße hin bestand ursprünglich ein Portal aus schwarzem, schwedischem Granit mit einem darüber liegenden Rundfenster mit einem Davidstern. Seitlich befinden sich in der gerundeten Wand große Fenster mit Bleiverglasung. Die Synagoge bot Platz für rund 90 Personen.
Guttmanns Synagogenarchitektur spiegelte nicht nur den Bruch wider, der durch die Verfolgung und Vernichtung des deutschen Judentums entstanden war, sondern auch die Zerbrechlichkeit jüdischen Lebens inmitten der noch jungen bundesdeutschen Gesellschaft. Nach Auschwitz sollte die Synagoge und das Gemeindezentrum der jüdischen Gemeinschaft Schutz, dem Einzelnen Zuflucht und eine innere Heimat bieten. Das kam in der Lage wie im Baukörper der Synagoge zum Ausdruck. Das von der Stadt Offenbach bereitgestellte Grundstück war von einem Garten umgeben, in dessen Mitte die Synagoge stand. Von der Straßenseite waren die Gebäude kaum wahrzunehmen. Durch die abgerundeten Außenmauern der Synagoge wurden die Menschen wie von einem Tallit umhüllt, dem Gebetsschal, den der Gläubige während des Gottesdienstes um seine Schultern legt. Eigenem Bekunden zufolge beließ Guttmann die Synagoge in der Spannung zwischen moderner Form und liturgisch-orthodoxem Gesetz.

### Umbau 1998

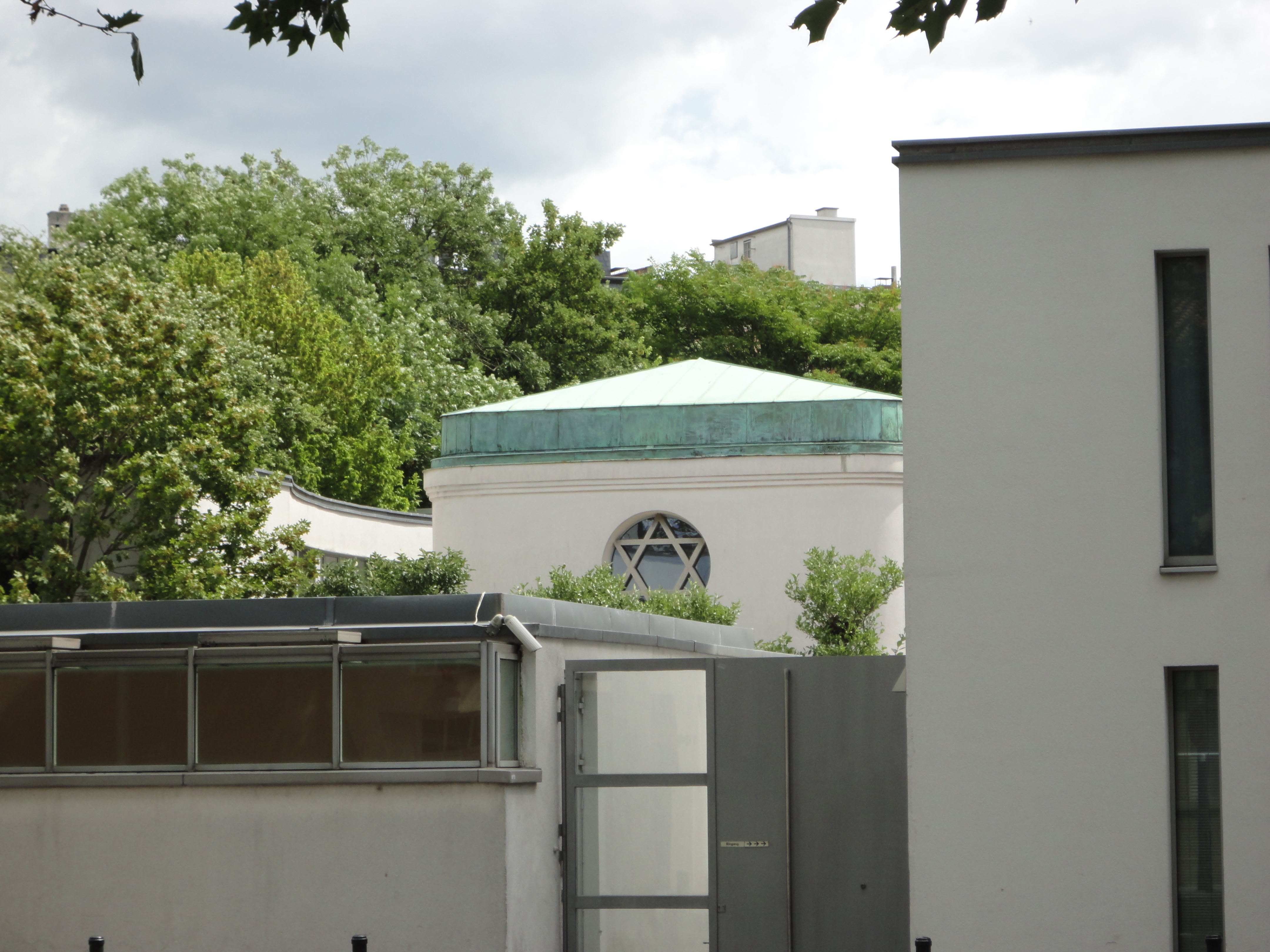
Im Hintergrund die obere Hälfte der Synagoge

Wegen des Zuzugs von Juden vor allem aus der damals noch bestehenden Sowjetunion hatte der Gemeindevorsitzender Willner seit Ende der 1980er Jahre eine Erweiterung der Synagoge und den Neubau eines Gemeindezentrums angestrebt. Lebten in den fünfziger Jahren nur etwa 100 Juden in Offenbach, so hatte sich die Zahl der Gemeindemitglieder bis dahin auf etwa 900 Personen erhöht. Eine Rücknahme der ehemaligen Synagoge an der Goethestraße schloss die Gemeinde aus, obgleich die Stadt Offenbach dies der Gemeinde angeboten hatte. Die Gemeinde führte vor allem die dadurch entstehenden Kosten als Grund für die Ablehnung an.
Bis zu diesem Zeitpunkt blieb die Synagoge angesichts ihrer unspektakulären Architektur ein weithin unterschätztes Gebäude, obschon der Architekt und Sachverständiger für Synagogenbauten Salomon Korn 1988 auf deren Qualität aufmerksam gemacht hatte. Laut Korn trägt die Offenbacher Synagoge die für Guttmanns spätere Synagogenbauten charakteristischen Merkmale: Geschwungene Außenwände, große Lichtöffnungen und eine räumliche Dominanz des Thoraschreins. Erst die Absicht der Gemeinde, die Synagoge abzureißen und durch einen Neubau zu ersetzen, führte Mitte der neunziger Jahre zu einer öffentlichen, bundesweit beachteten Diskussion über die Bedeutung der Synagoge und schließlich zu deren Anerkennung als schützenswertes Architektur- und Kulturdenkmal.
Die Gemeinde stoppte daraufhin ihre Planung und folgte den Auflagen des Landesamts für Denkmalpflege, wonach die Synagoge Ausgangspunkt der Erweiterung sein müsse. Die Synagoge wurde 1995 bis 1997 nach Plänen des Gemeindevorsitzenden Alfred Jacoby umgestaltet, erweitert und ein neues Gemeindezentrum errichtet. Die Synagoge von 1956 wird seitdem von einer gläsernen Arche in Form eines linsenförmigen Baus durchdrungen. Wiederum weist die Spitze des Neubaus genau auf die ehemalige Synagoge in der Goethestraße und verdeutlicht so den geschichtlichen Zusammenhang. Seitlich und rückwärtig schließen sich die Räumlichkeiten des neuen Gemeindezentrums an. Im neu gestalteten Innenraum, der nun 160 Personen Platz bietet, dominiert das Zusammenspiel von hellem Ahornholz, Metall und der blauen Fensterverglasung. In der Mitte befindet sich auf hellem Parkettboden das linsenförmige, zweistufige Podest mit der Bima, dem Pult für die Thoralesung. Der Thoraschrein in der Apsis weist symbolhaft zur aufgehenden Sonne und gibt somit der Ostwand des Gebäudes die ihr gemäße Bedeutung.
Auch auf die künstlerische Gestaltung wurde Wert gelegt: Die mit Texten aus der Thora beschrifteten und in changierenden Blautönen gehaltenen Bleifenster sind vom Londoner Künstler Brian Clarke geschaffen; Uwe Fischer entwarf zwei siebenarmige Leuchter, Monika Finger den rituellen Waschtisch, das Vorlesepult und den Thoraschrein.
Zu dem Erweiterungsbau gehören neue Gemeinde- und Unterrichtsräume, ein Kindergarten, ein Jugendzentrum, ein Seniorenclub und ein großer Gemeindesaal.

### Denkmalschutz
Der Ursprungsbau der 1950er Jahre, der heute vom Erweiterungsbau durchdrungen wird, ist ein Kulturdenkmal aufgrund des Hessischen Denkmalschutzgesetzes. Er ist als erste Synagoge Hessens nach 1945 und als einer der frühesten in Deutschland ein geschichtliches Denkmal von überregionaler Bedeutung. Ebenso ist er wichtiges Zeugnis im Werk des Architekten Hermann Zvi Guttmann, der nach 1945 zahlreiche Synagogen und die jüdische Gedenkstätte im ehemaligen Konzentrationslager Dachau schuf.